# Llanelli AFC
Llanelli Football Club is een voetbalclub uit Wales. De ploeg komt uit de stad Llanelli en speelt in stadion Stebonheath Park.
Llanelli is van oorsprong een rugbystad, waardoor voetbal in het begin vrijwel geheel genegeerd werd. Een voorbeeld daarvan is het feit dat het arbeiders in de aardewerkindustrie halverwege de negentiende eeuw lukte een voetbalclub op te richten, maar door tegenwerking van supporters en organisaties van lokale rugbyclubs hun club weer moesten opheffen. In 1904 werd een doorstart gemaakt. Llanelli AFC begon met het spelen van wedstrijden tegen clubs in de omgeving. In 1912 werd de club professioneel. Twee jaar later werd de Welsh League gewonnen en werd de finale van de Welsh Cup bereikt, waarin met 3-0 werd verloren van Wrexham AFC.
In 1922 verhuisde de ploeg van Cae Flat naar het nieuwe stadion Stebonheath Park. Sindsdien lukte het de club om de competitie (Welsh League) te winnen in 1930 en 1933. In 1971, 1977, 1978 en voor de laatste keer in 2004 lukte dat opnieuw. In 1992 was de club een van de deelnemers in de eerste editie van de League of Wales en waar het als veertiende eindigde in de competitie. In de daaropvolgende jaren degradeerde de ploeg meerdere malen, maar werd ook vrij snel weer promotie afgedwongen. Ook in het seizoen 2000/01 zou de ploeg gedegradeerd moeten zijn, maar door de gebrekkige faciliteiten van clubs in de First Division mocht de club in de hoogste competitie blijven.
In 2008 won de club het kampioenschap in de League of Wales en bereikte ze de finale van de Welsh Cup, die met 2-4 van Bangor City FC werd verloren. Hierdoor plaatste de club zich voor de eerste voorronde van de UEFA Champions League. Daarin moesten ze het opnemen tegen de kampioen van Letland, FK Ventspils. De thuiswedstrijd werd met 1-0 gewonnen, maar de return in Letland werd met 0-4 verloren.
Op 22 april 2012 werd de club failliet verklaard vanwege een belastingschuld..
De club werd later dat jaar geherstructureerd als Llanelli Town AFC en speelde in het seizoen 2018/19 weer op het hoogste niveau in Wales maar degradeerde aan het eind van het seizoen.

## Erelijst
- League of Wales

2008
- Welsh Football League

1914, 1930, 1933, 1971, 1977, 1978, 2004
- Welsh Cup

Winnaar: 2011
Finalist: 1914, 2008
- Welsh League Cup

Winnaar: 2008
Finalist: 2011

## In Europa
#Q = #kwalificatieronde, #R = #ronde, T/U = Thuis/Uit, W = Wedstrijd, PUC = punten UEFA coëfficiënten .
Uitslagen vanuit gezichtspunt Llanelli AFC
| Seizoen | Competitie            | Ronde | Land                | Club              | Totaalscore | 1e W    | 2e W       | PUC |
| ------- | --------------------- | ----- | ------------------- | ----------------- | ----------- | ------- | ---------- | --- |
| 2006/07 | UEFA Cup              | 1Q    | Vlag van Zweden     | Gefle IF          | 2-1         | 0-0 (U) | 2-1 (T)    | 1.5 |
|         |                       | 2Q    | Vlag van Denemarken | Odense BK         | 1-6         | 0-1 (U) | 1-5 (T)    | 1.5 |
| 2007    | Intertoto Cup         | 1R    | Vlag van Litouwen   | Vėtra Vilnius     | 6-6 u       | 1-3 (U) | 5-3 (T)    | 0.0 |
| 2008/09 | UEFA Champions League | 1Q    | Vlag van Letland    | FK Ventspils      | 1-4         | 1-0 (T) | 0-4 (U)    | 1.0 |
| 2009/10 | Europa League         | 1Q    | Vlag van Schotland  | Motherwell FC     | 1-3         | 1-0 (U) | 0-3 (T)    | 1.0 |
| 2010/11 | Europa League         | 1Q    | Vlag van Litouwen   | FK Tauras Tauragė | 4-5         | 2-2 (T) | 2-3 nv (U) | 0.5 |
| 2011/12 | Europa League         | 2Q    | Vlag van Georgië    | FC Dinamo Tbilisi | 2-6         | 2-1 (T) | 0-5 (U)    | 1.0 |
| 2012/13 | Europa League         | 1Q    | Vlag van Finland    | KuPS Kuopio       | 2-3         | 1-2 (U) | 1-1 (T)    | 0.5 |

Totaal aantal punten voor UEFA coëfficiënten: 5.5
Zie ook
- Deelnemers UEFA-toernooien Wales
- Ranglijst van alle clubs die in de diverse Europa Cups zijn uitgekomen

Sjabloon:Navigatie Voetbal Wales Cymru Premier